# Anton Arnold (Politiker)
Anton Arnold (* 15. Mai 1872 in Schussenried; † 8. April 1945 ebenda) war ein württembergischer Politiker.

## Leben
Arnold war der Sohn eines Tagelöhners. Nach dem Besuch der Volksschule in Schussenried machte er eine Formerlehre und leistete seinen Militärdienst ab. Er wurde Vorsitzender des Metallarbeiterverbands in Schussenried und in den 1920er Jahren saß er im Betriebsrat der Hüttenwerke in Schussenried. 
Arnold war lange Jahre Vorsitzender der SPD in Schussenried und saß vom Februar 1932, als er für den ausgeschiedenen Georg Geiger nachrückte, bis Mai 1932 im Württembergischen Landtag. Im April 1933 kandidierte er für den Landtag.